# Thomas Holland (traducteur)
Pour les articles homonymes, voir Thomas Holland.
Thomas Holland (1549, à Ludlow, Shropshire - 17 mars 1612 ) est un érudit et théologien calviniste anglais, et l'un des traducteurs de la Bible du roi Jacques.

## Jeunesse
Né à Ludlow, Shropshire, en 1549, fils de John Holland, frère cadet de William Holland (1525 - 1590) de Burwarton, un village situé à dix milles au nord-est de Ludlow. Souvent confondu avec son cousin Thomas (1550- 1612), fils de Guillaume, portant le même nom et étant très proche d'âge ; les deux sont même morts la même année mais à six mois d'intervalle . Thomas fils de William est l'héritier du domaine de Burwarton (comme on le voit dans la Shropshire Visitation de 1623)  et est enterré le 10 septembre 1612 à Stottesden, Shropshire, tandis que Thomas fils de John est une célébrité mineure de son époque et est inhumé le 26 mars 1612 à Oxford.

## Oxford et les Pays-Bas
Holland part pour la première fois à Oxford en 1569 pour commencer ses études. Il obtient un baccalauréat ès arts de l'Exeter College d'Oxford après seulement un an en 1570, étant décrit comme un «prodige» car son acquisition de connaissances est profonde . Il est élu aumônier du Balliol College d'Oxford 3 ans plus tard en 1573 et obtient sa maîtrise en 1575. Il devient bachelier en théologie en 1582 puis docteur en théologie en 1584. De 1585 à 1587, il quitte Oxford pour servir comme aumônier personnel de Robert Dudley, 1er comte de Leicester, qui est nommé gouverneur des Pays-Bas. Dudley, qui est un ardent protestant, utilise la Hollande pour maintenir la rigueur religieuse parmi les troupes pendant la campagne de deux ans qui se termine sans grand succès et peu d'engagements au combat. Pour ses services à Dudley, Holland est gracieusement récompensé par la reine Élisabeth Ire .
De retour à Oxford, Holland est nommé Regius Professor of Divinity en 1589 et chanoine de la Cathédrale de Salisbury en 1590. Il devient recteur de l'église Saint-Nicolas, Rotherfield Grays, Oxfordshire en 1591 et à partir de 1592, il est recteur de l'Exeter College. Un protégé notable de Holland est le dernier évêque de Worcester, John Prideaux.

## Famille
Holland épouse Susan Gunter le 22 juillet 1593 à l'église All Saints et a six enfants, trois fils et trois filles, tous baptisés à North Moreton (alors dans le Berkshire) entre 1594 et 1601 :
- Anne (née en 1594) [1] du nom de la belle-mère de Thomas, Anne Gunter. Elle épouse le Dr John Whetcombe, vicaire de Maiden Newton, Dorsetshire et ancien élève de Thomas.
- William (né en 1595) [1] Inscrit au Exeter College, Oxford le 22 novembre 1611 à l'âge de 16 ans. Il devient capitaine au service de Charles Ier.
- Brian (né en 1597) [1] nommé d'après le beau-père de Thomas, Brian Gunter de North Moreton. BA du Exeter College, Oxford 17 décembre 1621, MA 6 juillet 1627. Devient ministre et s'installe à Long Wittenham.
- Édouard (né en 1599) [1]. Inscrit au Corpus Christi College d'Oxford le 27 octobre 1615 à l'âge de 15 ans. Il obtient son BA le 2 décembre 1619 puis devient plus tard docteur en philosophie.
- Marie (née en 1600) [5] La deuxième plus jeune fille de Thomas, Marie, est baptisée le 14 juillet.
- Suzanne (née en 1601) [1]. Elle épouse John Vernon, recteur de Hanbury, Worcestershire.

## Traduction de la Bible
En juin 1604, 54 des linguistes et érudits les plus éminents d'Angleterre sont chargés en 6 groupes de traduire la Bible en anglais. Holland joue un rôle très important dans la traduction de la Bible, en tant que membre de la "First Oxford Company", responsable de la traduction des livres des prophètes de l'Ancien Testament d'Isaïe à Malachie, dans le projet de créer une version autorisée de la Bible (Bible du roi Jacques) pour la lecture dans les églises. Après sa publication le 2 mai 1611, Holland meurt 10 mois et demi plus tard à l'âge de 63 ans. Il a vigoureusement résisté aux « innovations papistes » que Richard Bancroft et William Laud s'efforçaient avec trop de succès d'introduire à Oxford.
Holland est inhumé dans le chœur de l'église St Mary, à Oxford. L'un de ses portraits se trouve dans la collection Hope de la Bibliothèque Bodléienne, et une belle gravure dans l'Herωologia Anglica de Henry Holland. Un autre de ses portraits se trouve à la National Portrait Gallery de Londres.

## L'Envoûtement d'Anne Gunter
C'est pendant son temps de traduction que Thomas est impliqué dans une affaire de sorcellerie à North Moreton intentée par sa belle-sœur, Anne Gunter, et son père, Brian Gunter, contre des femmes locales qui auraient maudit Anne Gunter . L'affaire est portée devant la Chambre étoilée et Thomas est appelé comme témoin expert. Il refuse de croire qu'Anne est possédée par le diable et qu'elle pouvait le lire les yeux fermés. On découvre finalement que c'est l'invention du père d'Anne qui a une vendetta contre une famille locale .

## Œuvres
Les œuvres de Thomas comprennent:
- 'Oratio habita cum Henricus Episc. Sarisburiensis [c'est-à-dire Henry Cotton] Gradum Doctoris susceperit,' Oxford, 1599, 4to.
- 'Πανηγυρίς D. Elizabethæ Reginae. "Un sermon prêché à Pauls à Londres le 17 novembre 1599. À quoi est joint un discours apologétique pour observer le 17 novembre chaque année sous la forme d'un jour saint », Oxford (par Joseph Barnes), 1601